# Yağmur Koçyiğit
Yağmur Koçyiğit est une ancienne joueuse de volley-ball turque née le 7 septembre 1988 à İstanbul. Elle mesure 1,83 m et jouait au poste de réceptionneuse-attaquante. Elle a totalisé 40 sélections en équipe de Turquie. Elle a terminé sa carrière en février 2013.

## Clubs
| Club                 | De        | À         |
| -------------------- | --------- | --------- |
| Eczacıbaşı İstanbul  | 2004-2005 | 2005-2006 |
| Beşiktaş Istanbul    | 2006-2007 | 2007-2008 |
| Club Voleibol Aguere | 2008-2009 | 2008-2009 |
| Beşiktaş Istanbul    | 2009-2010 | 2009-2010 |
| Fenerbahçe Istanbul  | 2010-2011 | 2011-2012 |
| Beşiktaş İstanbul    | 2012-2013 | fév 2013  |

## Palmarès
- Championnat de Turquie
  - Vainqueur : 2011.
- Supercoupe de Turquie
  - Vainqueur: 2010.
- Championnat du monde des clubs
  - Vainqueur : 2010.
- Ligue des champions
  - Vainqueur : 2012.